# Fontaine (Grand Est)
Fontaine è un comune francese di 298 abitanti situato nel dipartimento dell'Aube nella regione del Grand Est.

## Società

### Evoluzione demografica
Abitanti censiti